# Vĩnh Hà
Vĩnh Hà là một xã cũ thuộc huyện Vĩnh Linh, tỉnh Quảng Trị, Việt Nam.
Xã Vĩnh Hà có diện tích 165,37 km², dân số năm 1999 là 1123 người, mật độ dân số đạt 7 người/km².

## Lịch sử
Ngày 16 tháng 6 năm 2025, Ủy ban Thường vụ Quốc hội ban hành Nghị quyết số 1680/NQ-UBTVQH15 về việc sắp xếp các đơn vị hành chính cấp xã của tỉnh Quảng Trị năm 2025. Theo đó, sắp xếp toàn bộ diện tích tự nhiên, quy mô dân số của các thị trấn Bến Quan, xã Vĩnh Ô, xã Vĩnh Hà, xã Vĩnh Khê thành xã mới có tên gọi là xã Bến Quan.

## Hành chính
Xã Vĩnh Hà được chia thành 5 thôn: Bãi Hà Mới, Công Ba, Khe Hó Trù, Rào Trường, Trường Tiên.